# Uthai Thani (Provinz)
Uthai Thani (Thai: อุทัยธานี) ist eine Provinz (Changwat) im südlichen Teil der Nordregion von Thailand. Die Hauptstadt der Provinz Uthai Thani heißt ebenfalls Uthai Thani.

## Geographie
Die Provinz erstreckt sich von der Ebene des Mae Nam Chao Phraya bis zu den sanft ansteigenden Bergketten im Westen, die mit üppigem immergrünen Wald bedeckt sind.
Das Wildschutzgebiet Huai Kha Khaeng – an der Westgrenze der Provinz nach Tak zu gelegen, ist seit 1991 Weltkulturerbe der UNESCO. Es bedeckt rund 2.600 km² und beherbergt praktisch alle im Wald beheimateten Tierarten Südostasiens, einschließlich Tigern und Elefanten.
| Angrenzende Provinzen: | Angrenzende Provinzen:       |
| ---------------------- | ---------------------------- |
| Norden                 | Nakhon Sawan                 |
| Osten                  | Chai Nat                     |
| Süden                  | Suphan Buri und Kanchanaburi |
| Westen                 | Tak                          |

### Wichtige Flüsse
- Mae Nam Chao Phraya

### Klima
Das Klima ist tropisch-monsunal.

### Bevölkerung
In Phichit leben hauptsächlich Thais. Daneben siedeln aber auch Nachkommen der von Siamesen aus Laos verschleppten Fronarbeiter, die Lao Khrang, deren Gesamtzahl in Thailand bei 53.000 liegt. Die dort wohnenden Lao Ga zählen etwa 1.900 Personen.

## Geschichte

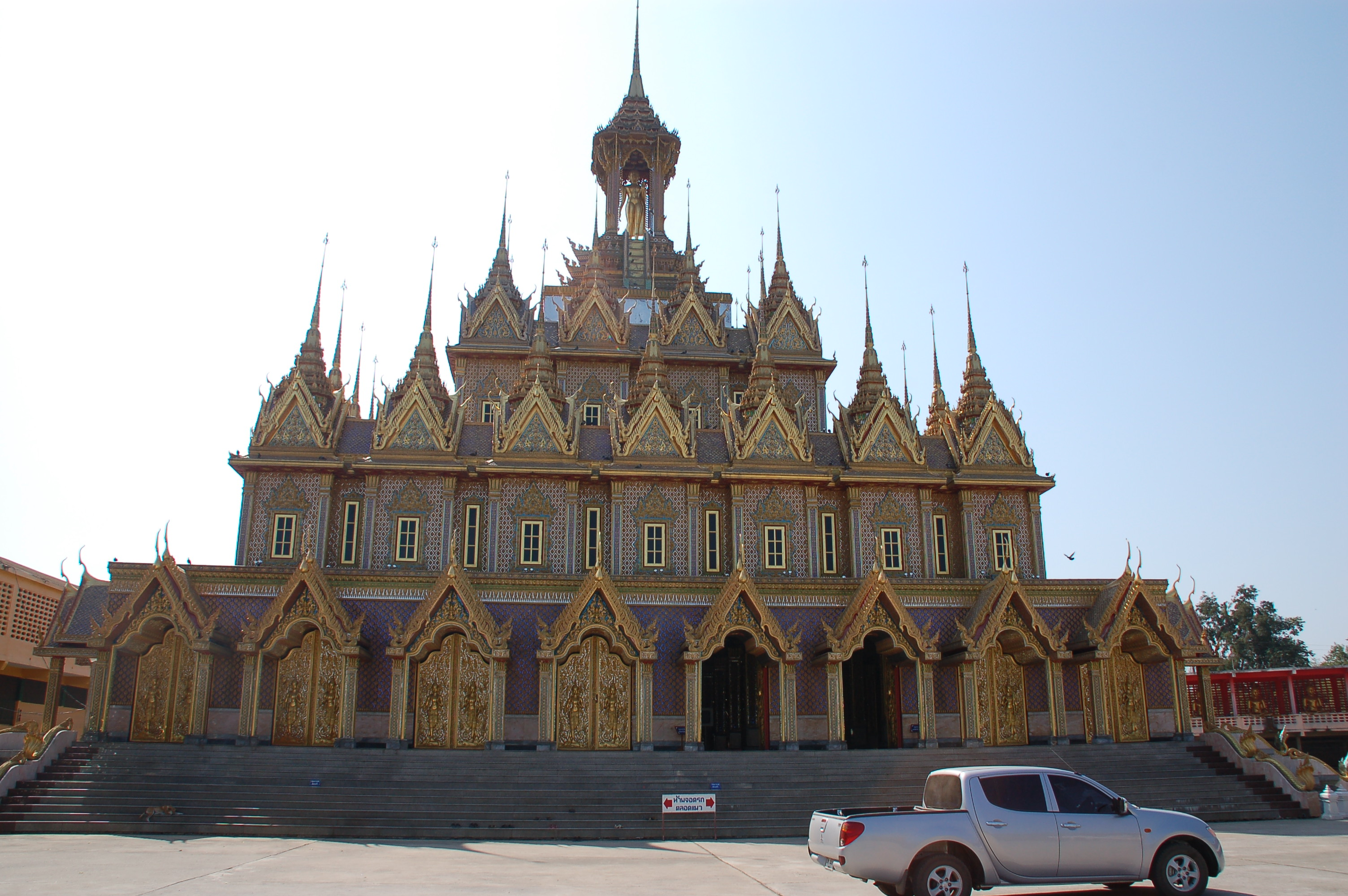
Wat Tha Sung

Ursprünglich siedelten Mon und Lawa in der Gegend. Während der Sukhothai-Periode wurde die Stadt U Thai als erste Tai-Siedlung gegründet. Die Stadt wurde aufgegeben, als der Fluss seine Richtung änderte.
Ein Karen-Oberhaupt namens Pata Beut belebte die Siedlung erneut und legte sie während der Ayutthaya-Periode an ihrer heutigen Stelle an.
Man baute hier auch ein Fort, das als Grenzverteidigung gegenüber den häufigen Überfällen der Birmanen diente.
1892 wurde die Gegend um Uthai Thani der Monthon Nakhon Sawan zugeschlagen, erst 1898 formte König Chulalongkorn (Rama V.) die heutige Provinz Uthai Thani.

## Wirtschaft und Bedeutung
Im Jahr 2008 betrug das „Gross Provincial Product“ (Bruttoinlandsprodukt) der Provinz 21.107 Millionen Baht. Der Mindestlohn in der Provinz beträgt 168 Baht pro Tag (etwa 4 €).

### Daten
Die unten stehende Tabelle zeigt den Anteil der Wirtschaftszweige am Gross Provincial Product in Prozent:
| Wirtschaftszweig | 2006 | 2007 | 2008 |
| ---------------- | ---- | ---- | ---- |
| Landwirtschaft   | 36,2 | 33,8 | 38,6 |
| Industrie        | 4,4  | 11,0 | 10,1 |
| Andere           | 59,4 | 55,2 | 51,3 |

### Landnutzung
Für die Provinz ist die folgende Landnutzung dokumentiert:
- Waldfläche: 2.170.627 Rai (1.356,6 km²), 51,6 % der Gesamtfläche
- Landwirtschaftlich genutzte Fläche: 1.378.701 Rai (861,7 km²), 32,8 % der Gesamtfläche
- Nicht klassifizierte Fläche: 657.076 Rai (410,7 km²), 15,6 % der Gesamtfläche

## Wappen
Das Wappen der Provinz zeigt den Pavillon des Wat Khao Sakae Krang. Die Tempelanlage (Wat) beherbergt die Statue von Thong Di, dem Vater des späteren Königs Phra Phutthayotfa Chulalok (Rama I.), des Begründers der heute noch regierenden Chakri-Dynastie.
Die Berge im Hintergrund symbolisieren die Lage des Tempels auf einem Berg.
Der lokale Baum ist der Gelbe Baumwollbaum (Cochlospermum regium). Die lokale Blume ist der Niembaum (Azadirachta indica v. siamensis).
Der Wahlspruch der Provinz Uthai Thani lautet:
Die Stadt der Vorfahren der Chakri-Dynastie,

Rad, eine wohlschmeckende Fischsorte, ruft nach Probierenden,

Das Land des religiösen Ritus namens Tak Bat Thewo,

In der Ortschaft Nam Tok wachsen die besten Pomelos,

Hier befindet sich das Weltkulturerbe Huai Kha Khaeng.

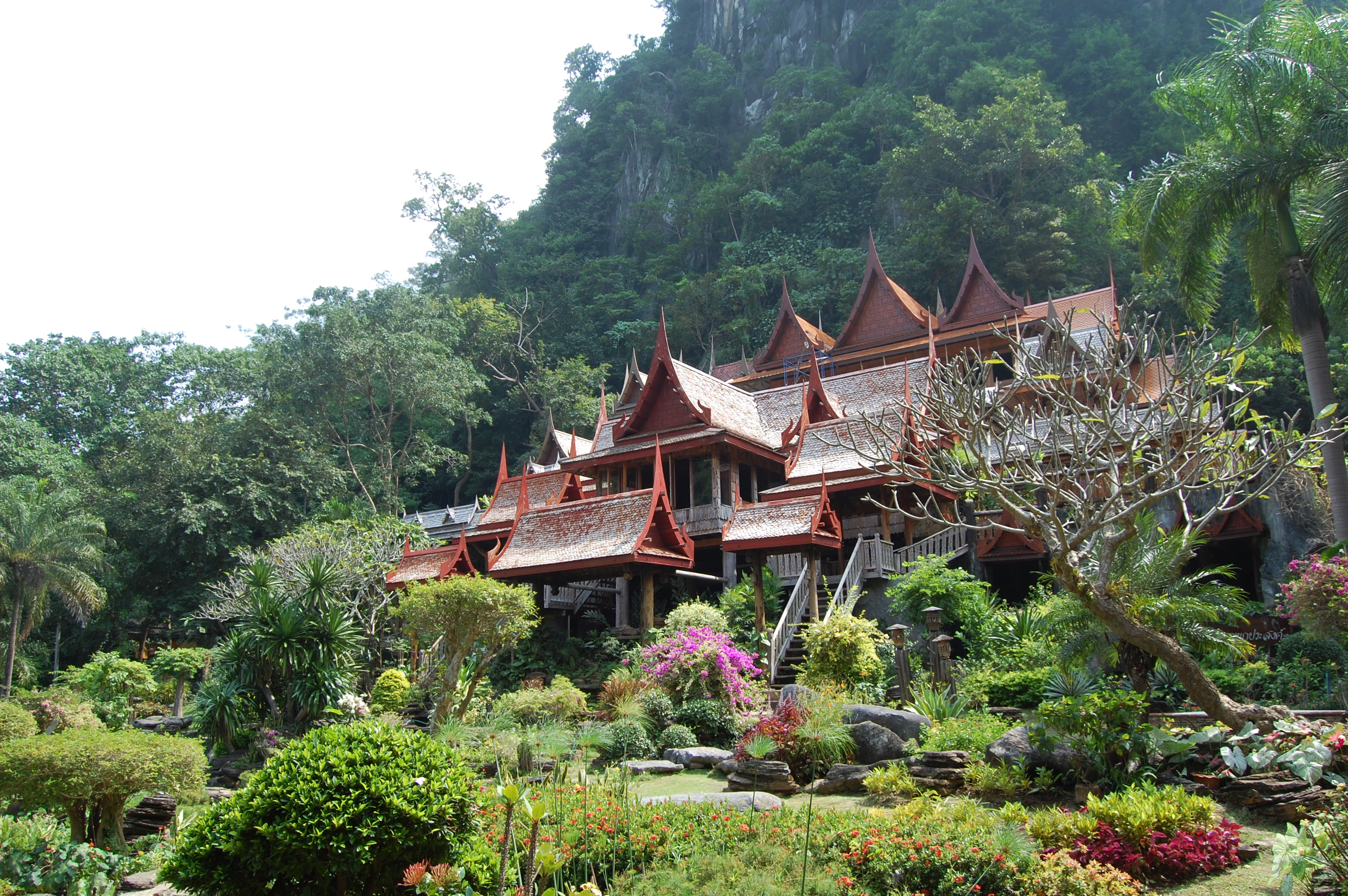
Wat Tham Khao Wong

## Sehenswürdigkeiten
- Wat Sankat Rattana Khiri – mit einem alten bronzenen Buddha-Bildnis aus der Sukhothai-Zeit
- Wat Ubosatharam – achteckiges mehrgiebliges Dach und eine Ausstellung von Artefakten aus der Gegend
- Khao Pla Ra – prähistorische Wandmalereien auf rund neun Metern Länge
- Wat Tham Khao Wong – schöner Tempel inmitten eines Tals, zweigeschossige Versammlungshalle
- alte Teakbäume in der Amphoe Lan Sak

## Verwaltungseinheiten

### Provinzverwaltung
Die Provinz ist in acht Landkreise (Amphoe) unterteilt, die sich weiter in 70 Gemeinden (Tambon) und 589 Dörfer (Muban) unterteilen.
| \| Nr. \| Amphoe \| Thai \| \| --- \| ------------------------- \| --------------- \| \| 1 \| Amphoe Mueang Uthai Thani \| อำเภอเมืองอุทัยธานี \| \| 2 \| Amphoe Thap Than \| อำเภอทัพทัน \| \| 3 \| Amphoe Sawang Arom \| อำเภอสว่างอารมณ์ \| \| 4 \| Amphoe Nong Chang \| อำเภอหนองฉาง \| \| 5 \| Amphoe Nong Khayang \| อำเภอหนองขาหย่าง \| \| 6 \| Amphoe Ban Rai \| อำเภอบ้านไร่ \| \| 7 \| Amphoe Lan Sak \| อำเภอลานสัก \| \| 8 \| Amphoe Huai Khot \| อำเภอห้วยคต \| |                           |                 |
| Nr. | Amphoe                    | Thai            |
| 1 | Amphoe Mueang Uthai Thani | อำเภอเมืองอุทัยธานี |
| 2 | Amphoe Thap Than          | อำเภอทัพทัน       |
| 3 | Amphoe Sawang Arom        | อำเภอสว่างอารมณ์  |
| 4 | Amphoe Nong Chang         | อำเภอหนองฉาง    |
| 5 | Amphoe Nong Khayang       | อำเภอหนองขาหย่าง |
| 6 | Amphoe Ban Rai            | อำเภอบ้านไร่      |
| 7 | Amphoe Lan Sak            | อำเภอลานสัก      |
| 8 | Amphoe Huai Khot          | อำเภอห้วยคต      |

### Lokalverwaltung
Für das ganze Gebiet der Provinz besteht eine Provinz-Verwaltungsorganisation (องค์การบริหารส่วนจังหวัด, kurz อบจ., Ongkan Borihan suan Changwat; englisch Provincial Administrative Organization, PAO).
In der Provinz gibt es eine Stadt (เทศบาลเมือง – Thesaban Mueang): Uthai Thani (เทศบาลเมืองอุทัยธานี). Daneben gibt es 10 Kleinstädte (เทศบาลตำบล – Thesaban Tambon).